# Идяшбаш
Идяшбаш (баш. Иҙәшбаш) — деревня в Буздякском районе Башкортостана, входит в состав Сабаевского сельсовета.

## Географическое положение
Находится на отрогах Бугульмино-Белебеевской возвышенности, на истоке реки Идяш левом притоке реки Чермасан, на границе с Шаранским районом.  
Расстояние до:
- столицы Башкирии (Уфы): 150 км,
- районного центра (Буздяк): 46 км,
- центра сельсовета (Сабаево): 8 км,
- ближайшей ж/д станции (Буздяк): 46 км.

## История
Основоположниками деревни были жители села Сабаева, переселившиеся в конце 20-х годов XX века.

## Население
| 2002 | 2009 | 2010 |
| ---- | ---- | ---- |
| 192  | ↘172 | ↘154 |

Согласно переписи 2002 года, татары составляли 65 % населения, башкиры — 35 %..

## Инфраструктура
В деревне имеется медпункт.

## Религия
В деревне есть мечеть.